# Gabaza
Gabaza  fou un districte de Sogdiana on, segons Curtius, van arribar Alexandre el Gran i el seu exèrcit, el qual va patir molt a causa del fred que feia a la part nord. Es creu que va ser el punt més septentrional que va assolir en la seva marxa.